# 1-ша повітрянодесантна дивізія (Велика Британія)
1-ша повітрянодесантна дивізія армії Великої Британії (англ. 1st Airborne Division) — військове з'єднання повітрянодесантних військ Великої Британії, що існувало під час Другої світової війни. Сформована 31 жовтня 1941 року за особистим розпорядженням прем'єр-міністра Великої Британії Вінстона Черчилля.

## Зміст
Дивізія взяла активну участь у світовій війні при проведенні повітрянодесантних операцій різними способами, як парашутним десантом, так і застосуванням спеціальних планерних піхотних частин, які висаджувалися з планерів. Спектр застосування був доволі широким, формування десантувалось повним складом, по своїх складових частинах, а також невеликими групами парашутистів при виконанні тактичних завдань. Одніми з перших операцій стали операції «Байтінг» та «Фрешмен», що проводились у лютому 1942 у Франції та в листопаді 1942 року в Норвегії відповідно.
Надалі парашутисти 1-ї дивізії неодноразово застосовувалися, починаючи з листопада 1942 року при проведенні Туніської кампанії, в Сицилійській десантній операції в операціях «Ледброук» та «Фастіан», пізніше при вторгненні до материкової Італії дивізія брала участь у повномасштабній морській десантній операції «Слепстік».

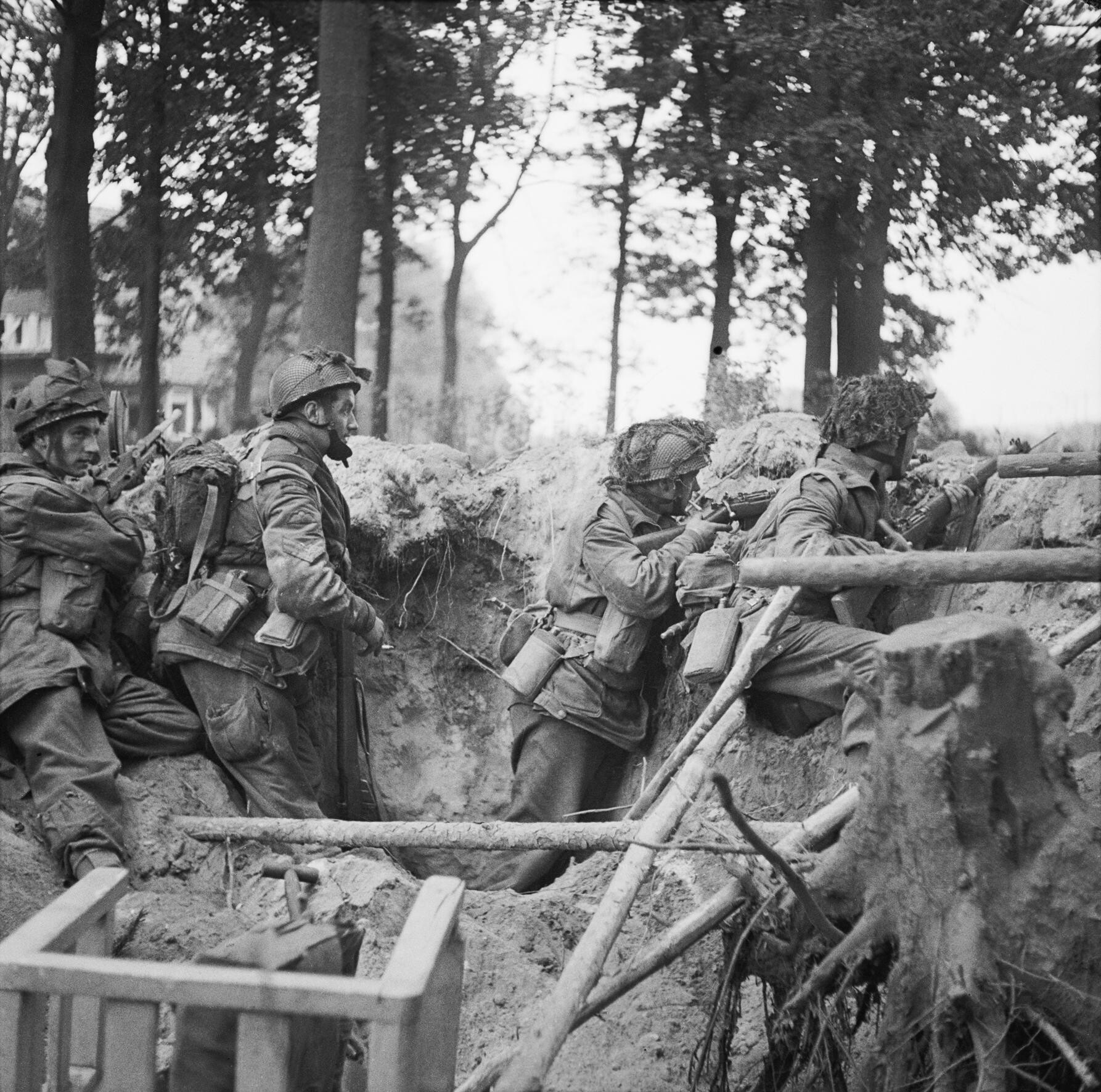
Десантники 1-го парашутно-десантного батальйону дивізії ведуть Битва за Арнем. 17 вересня 1944.

У грудні 1943 року дивізія повернулась до Англії, де проходила підготовку до висадки в Нормандії (однак, десантувалась тільки 6-та дивізія, 1-ша залишилася в резерві). У вересні 1944 року вона висадилася в рамках операції «Маркет Гарден» у 60 милях за лінією фронту з метою захоплення мостів через Рейн. Операція провалилася, а дивізія в ході Арнемської битви була оточена і зазнала величезних втрат, після яких вона повністю відновити свою чисельність не змогла. У травні 1945 року в Норвегії розпочалась остання операція, за участю 1-ї дивізії, під кодовою назвою «Думсдей», коли капітулювали останні німецькі частини на окупованій території країни. У листопаді 1945 дивізія розформована.

## Командування

### Командири
- генерал-майор Фредерік Браунінг (англ. Frederick Browning) (3 листопада 1941 — березень 1943);
- генерал-майор Джордж Гопкінсон (англ. George F. Hopkinson) (квітень — вересень 1943)[1];
- бригадир Ернест Даун (англ. Ernest Down) (вересень 1943 — 1944);
- генерал-майор Роберт Аркарт (англ. Robert «Roy» Urquhart) (1944 — листопад 1945).

## Склад
| 1941-1945                                                          |
| ------------------------------------------------------------------ |
| штаб дивізії                                                       |
| 1-ша парашутна бригада                                             |
| 1-ша планерна бригада                                              |
| 2-га парашутна бригада                                             |
| 3-тя парашутна бригада                                             |
| 4-та парашутна бригада                                             |
| батальйон зв'язку                                                  |
| 1-й легкий планерний полк Королівської артилерії                   |
| 1-й передовий артилерійський підрозділ спостереження               |
| 21-ша окрема парашутна рота (авіації)                              |
| 1-й десантний розвідувальний батальйон                             |
| 9-та парашутна рота Королівських інженерів                         |
| 261-ша інженерна рота Королівських інженерів (десантна)            |
| 250-та легка рота забезпечення та підвозу (десантна)               |
| 93-та рота забезпечення та постачань                               |
| Окремий польовий парк боєприпасів та ремонту артилерійських систем |
| Окрема польова майстерня Королівської електромеханічної служби     |
| 89-та польова секція безпеки Розвідувального корпусу               |
| Дивізійна рота Королівської військової поліції                     |